# 十六进制编辑器

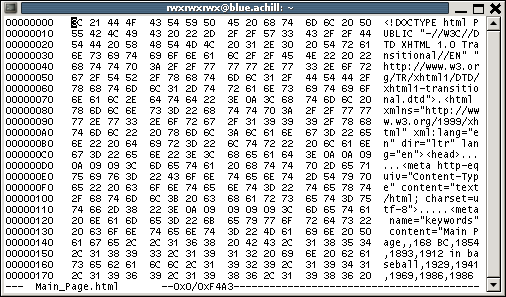
一个十六进制编辑器的界面

十六进制编辑器（也称为二进制文件编辑器）是一种计算机程序，它可以用较为友好的界面用来编辑二进制文件。

## 产生
计算机的存储与处理皆为二进制，因此为了能用一个显示的字符表示整数个二进制位，可选的显示字符数量必须是2的整数次幂。又因为最便于识别和朗读的字符就是26个字母与10个数字，再考虑到应该尽量使用整数个字符表示一个完整的字节，因此最通用的表示方法是采用十六进制显示，两个字符表示一个字节的内容。
在十六进制编辑器中，一般都会显示这些部分：
数据
数据常常被每4字节或8字节分组，每8字节或每16字节分行显示，这样设计的好处在于每行第一个字节的偏移量的低位总是0。
偏移量
同样由十六进制表示，一般每行显示一次，代表该行第一个字节的位置。
对应ASCII字符
有时，为了方便阅读字符串的内容，还需要显示出对应的字符。如果该字符是非打印字符，则会在该位置留空。

## 功能

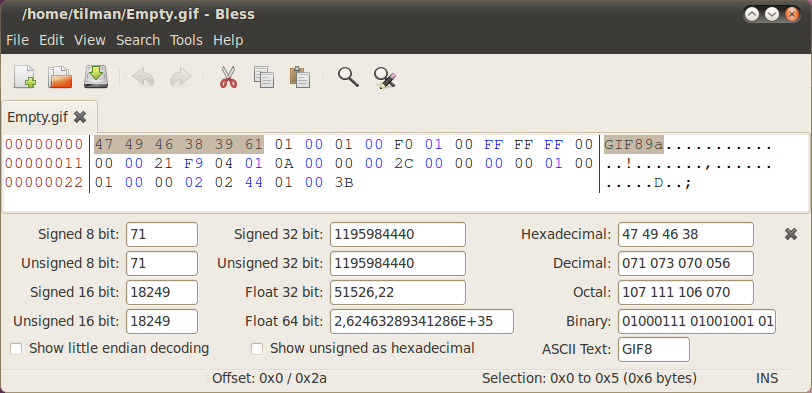
讀取:File:Transparent.gif的結果

与一般的文本编辑器不同，十六进制编辑器编辑的对象往往是不可读的数据，因此以十六进制的形式显示。通过十六进制编辑器，用户可以直接查看文件的每一个字节，并且将之改为任何值。
一般来说，十六进制编辑器被用来：
编辑二进制文件
由于字符集中存在很多控制字符，而且二进制文件中的信息并不代表字符，因此许多二进制文件在文本编辑器中都无法显示，必须使用十六进制编辑器进行编辑。

## 著名的十六进制编辑器
- UltraEdit
- WinHex

## 脚注
1. ↑  文本编辑器只能产生可显示字符或回车等部分字符。